# Laznica (Maribor)
Laznica (deutsch Lassnitz) ist ein Ort in Slowenien. Er gehört zur Ortsgemeinschaft KS Limbuš in der Stadtgemeinde Maribor (deutsch Marburg oder Marburg an der Drau).

## Geografie

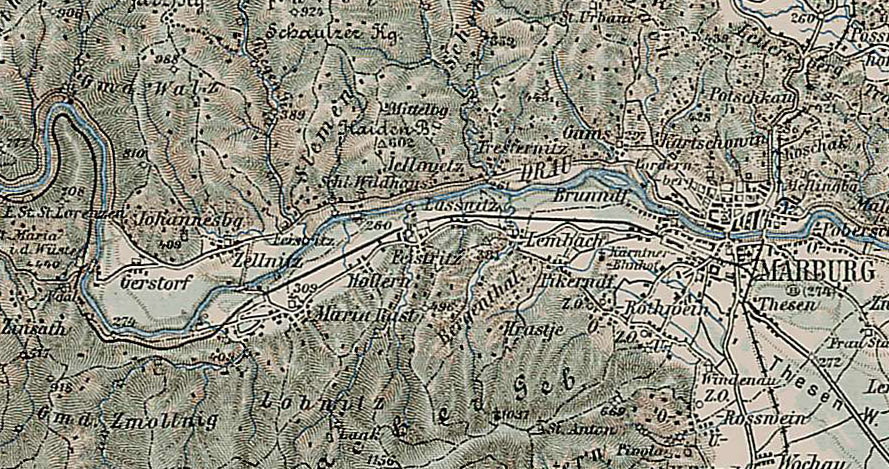
Die Ortschaft Lassnitz (Bildmitte, heute Laznica) liegt im Westen von Marburg (heute Maribor).

Der Ort liegt an der westlichen Grenze der Stadt Maribor im Tal der Drau.
Verkehrsmäßig erschlossen wird er durch die Straße Nr. 435 und die Eisenbahnstrecke Maribor-Dravograd-Bleiburg-Klagenfurt (Drautalbahn, ehemalige Strecke der Südbahngesellschaft).

## Weblinks

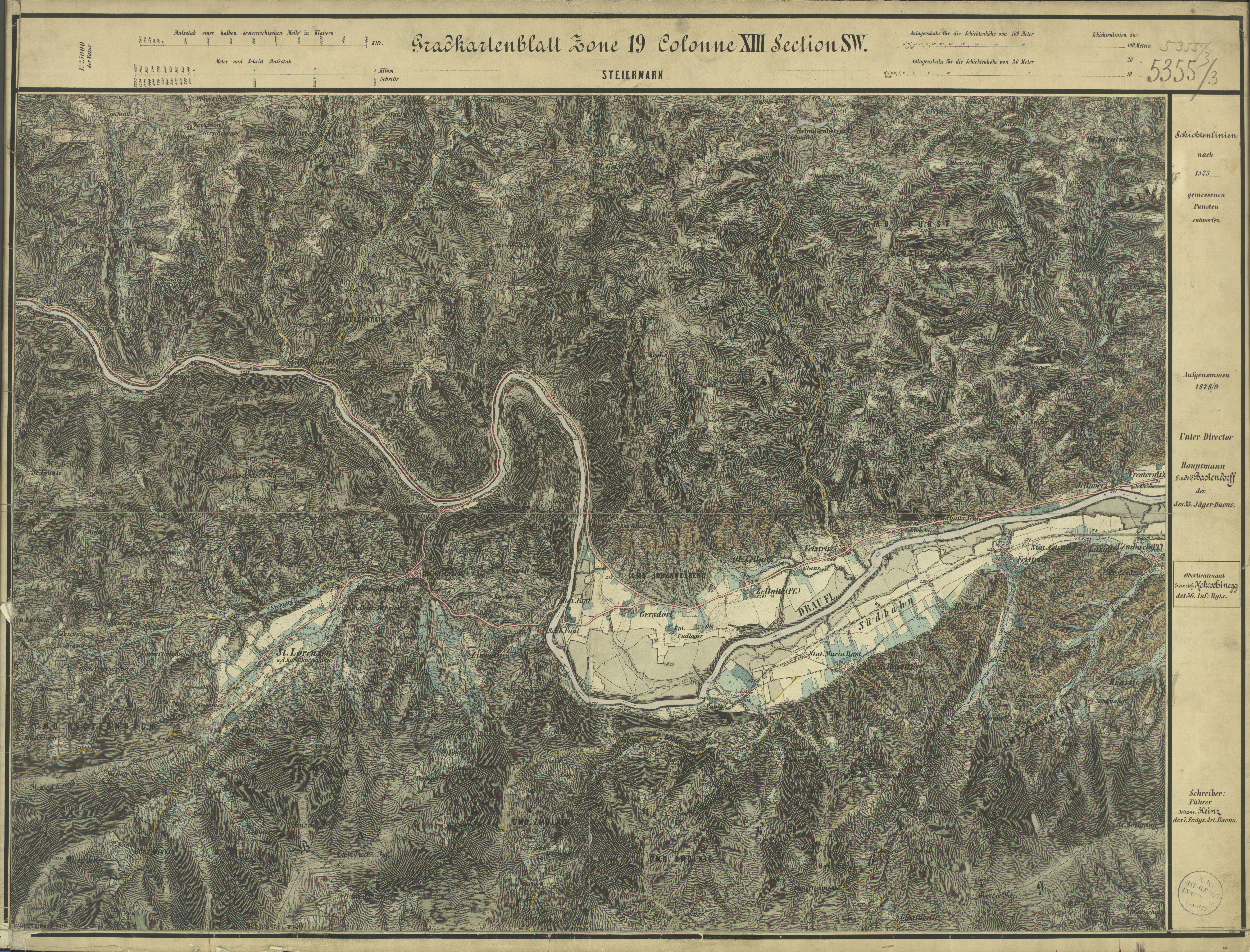
Lasnitz im Drautal zwischen Feistritz und Lembach um 1879: Aufnahmeblatt der 3. Landesaufnahme 1:25.000 (Mitte rechts)

## Name
Der Name Lassnitz und seine Schreibvarianten wie Laßnitz stammt aus dem Slawischen und bedeutet einen Bach, der aus einem Wald oder einem Rodungsgebiet (Wiese, Au usw.) kommt, z. B. übersetzt mit „Waldbach“, „Gereutbach“, „Rodebach“, „Wiesenbach“. oder Aubach. Diese Ableitungen werden auf alte Namensformen zurückgeführt. Mögliche Hinweise auf den Lauf des Baches in einem Rodungsgebiet bieten auch die Ableitungen von „Rodung, Gereut, lichte Stelle im Wald“ oder von „bei der feuchten Wiesen“.